# Jabloňovce
Jabloňovce (deutsch Almasch, ungarisch Almás) ist eine Gemeinde im Westen der Slowakei mit 199 Einwohnern (Stand 31. Dezember 2024), die zum Okres Levice, einem Teil des Nitriansky kraj, gehört.

## Geographie

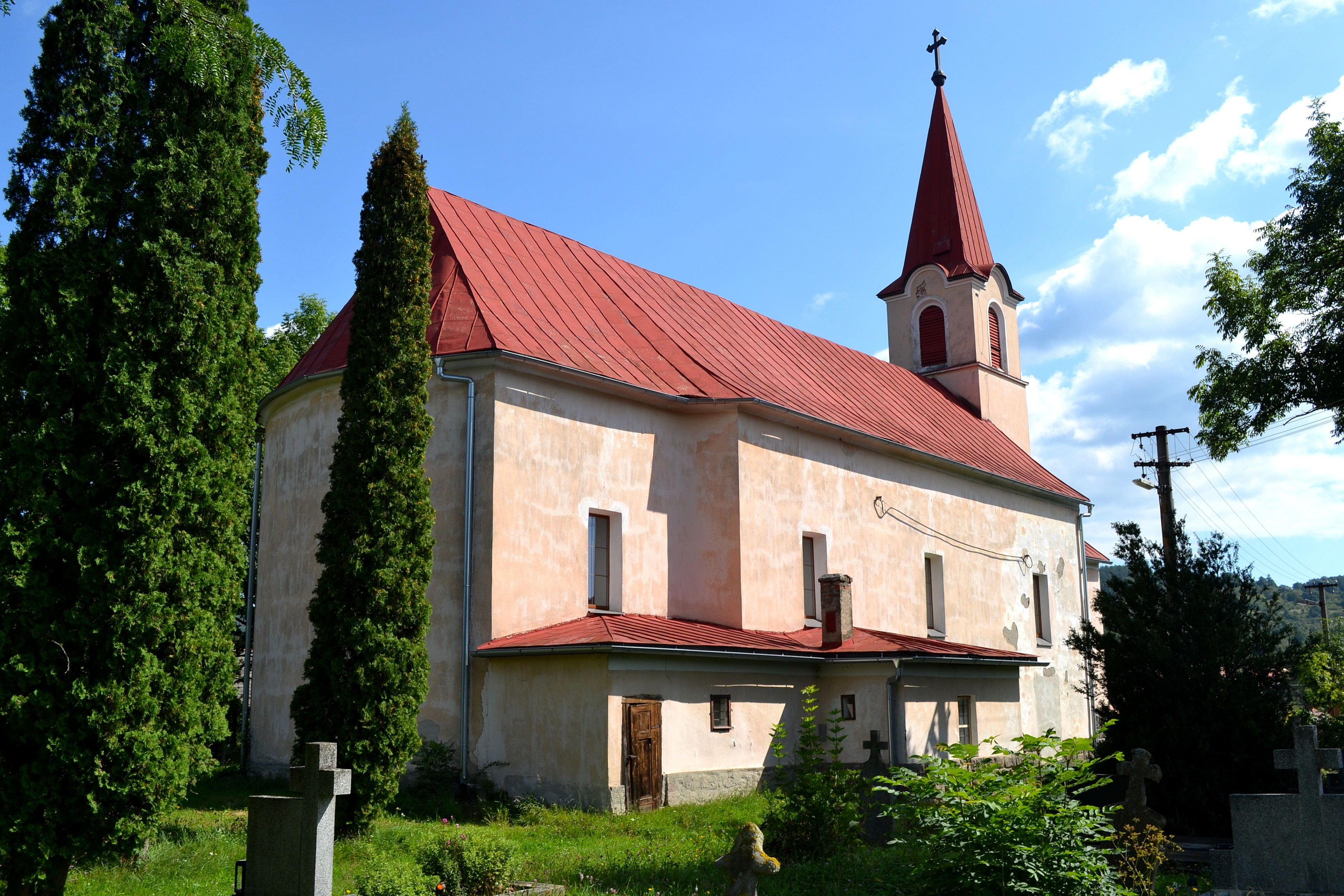
Allerheiligenkirche

Die Gemeinde befindet sich in den Schemnitzer Bergen im Talkessel des Baches Jabloňovka, eines linksufrigen Zuflusses der Sikenica. Das Ortszentrum liegt auf einer Höhe von 291 m n.m. und ist 21 Kilometer von Levice sowie 25 Kilometer von Banská Štiavnica entfernt. 
Nachbargemeinden sind Dekýš im Norden, Počúvadlo im Nordosten, Baďan im Osten, Ladzany im Südosten, Pečenice im Süden, Bátovce im Südwesten, Devičany im Westen und Bohunice im Nordwesten.

## Geschichte

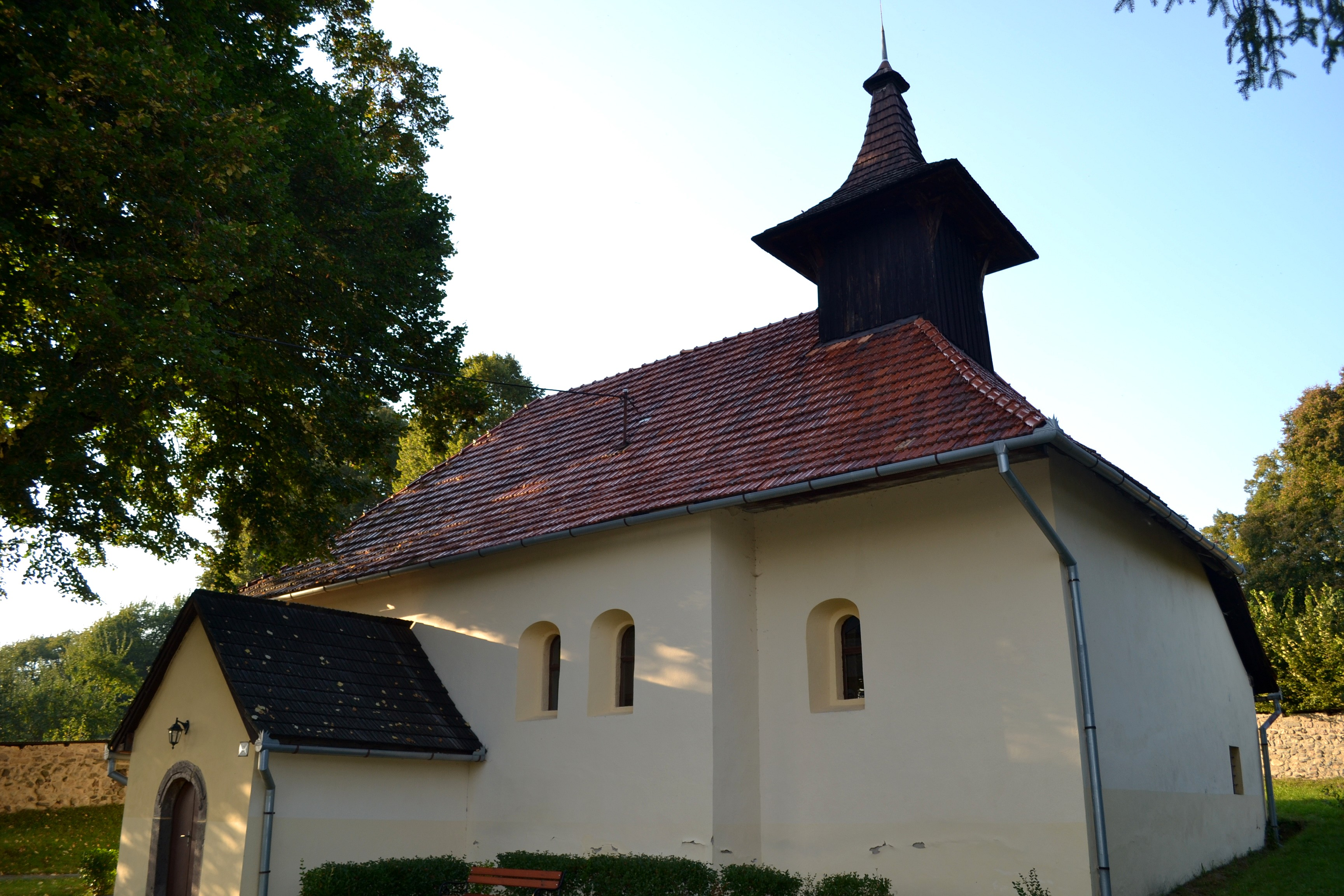
Evangelische Kirche

Die heutige Gemeinde entstand 1944 durch Zusammenschluss von Dolný Almáš (bis 1927 auch „Dolná Ves“; deutsch Unteralmasch, ungarisch Alsóalmás) und Horný Almáš (bis 1927 auch „Horná Ves“; deutsch Oberalmasch, ungarisch Felsőalmás).
Der ältere Ortsteil, Dolný Almáš, wurde zum ersten Mal 1245 als Almas schriftlich erwähnt und war Besitz des Prämonstratenserklosters von Šahy, während die örtliche Mautstelle der Abtei von Hronský Beňadik unterstand. Ab 1338 lag das Dorf im Herrschaftsgebiet der Burg Lewenz. 1638 erlangte das Geschlecht Csáky den Besitz, im 19. Jahrhundert besaßen die Familien Esterházy und Schoeller die Ortsgüter. 1715 hatte die Ortschaft zwei Mühlen und 45 Haushalte, 1828 zählte man 78 Häuser und 465 Einwohner, die als Landwirte und Winzer beschäftigt waren.
Horný Almáš wurde zum ersten Mal 1428 als Felseualmas schriftlich erwähnt und war Besitz der Propstei von Šahy. Im 16. Jahrhundert besetzte das Osmanische Reich den Ort. 1685 erhielten die Jesuiten die örtlichen Güter, die 1776 an das neu gegründete Bistum Neusohl gingen. 1715 hatte die Ortschaft eine Mühle und 41 Haushalte, 1828 zählte man 72 Häuser und 430 Einwohner, die als Landwirte und Winzer beschäftigt waren.
Bis 1918 gehörten die im Komitat Hont liegende Orte zum Königreich Ungarn und kamen danach zur Tschechoslowakei beziehungsweise heute Slowakei. 

## Bevölkerung
| Jahr                | 1994 | 2004     | 2014    | 2024    |
| ------------------- | ---- | -------- | ------- | ------- |
| Anzahl der Personen | 247  | 208      | 202     | 199     |
| Unterschied         |      | −15,78 % | −2,88 % | −1,48 % |

| Jahr                | 2023 | 2024    |
| ------------------- | ---- | ------- |
| Anzahl der Personen | 205  | 199     |
| Unterschied         |      | −2,92 % |

Nach der Volkszählung 2011 wohnten in Jabloňovce 196 Einwohner, davon 181 Slowaken, sieben Magyaren sowie jeweils drei Tschechen. Fünf Einwohner machten keine Angabe zur Ethnie. 
111 Einwohner bekannten sich zur römisch-katholischen Kirche, 57 Einwohner zur Evangelischen Kirche A. B., vier Einwohner zur reformierten Kirche sowie jeweils ein Einwohner zur evangelisch-methodistischen Kirche und zur griechisch-katholischen Kirche; ein Einwohner bekannte sich zu einer anderen Konfession. 12 Einwohner waren konfessionslos und bei neun Einwohnern wurde die Konfession nicht ermittelt.

## Bauwerke
- reformierte Kirche im gotischen Stil aus dem Jahr 1459, die ursprünglich als hussitische Kirche entstand, umgeben von einer Befestigungsmauer
- römisch-katholische Kirche im klassizistischen Stil aus dem Jahr 1794